# Jet Bike Simulator
Jet Bike Simulator è un videogioco di corse con moto d'acqua pubblicato nel 1987-1988 per Amstrad CPC, Commodore 64 e ZX Spectrum dalla Codemasters. Come altri Simulator della Codemasters, è un semplice gioco di guida che non si può definire in realtà un simulatore.
Era il titolo di lancio della linea Code Masters Plus, venduta a un prezzo più alto rispetto ai giochi economici nei quali era specializzata la Codemasters, poiché ogni confezione contiene due cassette con varianti del gioco a diverse difficoltà (nella linea Plus uscirono in seguito solo Professional BMX Simulator e The Race Against Time, quest'ultimo su cassetta singola).
Nel 1989 la Codemasters pubblicò Championship Jet Ski Simulator per gli stessi tre computer, una versione ridotta e a basso costo dello stesso videogioco, che poteva stare su una sola cassetta.
Nel 2003 il gruppo amatoriale Park Productions ha realizzato un rifacimento gratuito per PC chiamato Championship Wave Racer.

## Modalità di gioco
Ogni gara si svolge con vista dall'alto, a schermo fisso, su un percorso più o meno intricato tra coste, isolette e porti. Sono sempre presenti cinque coppie di boe numerate e per completare un giro bisogna passare in mezzo a ogni coppia nel giusto ordine.
I controlli consistono soltanto nello sterzo a destra e sinistra, che fa ruotare il mezzo su sé stesso, e nel pulsante per l'acceleratore. Il movimento è molto soggetto all'inerzia e bisogna anticipare bene le curve, data anche l'assenza di freni. La grafica delle moto d'acqua è molto piccola e minimale e usa un effetto con puntini bianchi per simulare le scie.
Gli urti contro le sponde o contro altri ostacoli fissi, come barche ormeggiate, causano rallentamenti; non è possibile invece scontrarsi con gli avversari, che vengono attraversati come se non ci fossero. Altri elementi delle piste possono essere banchi di alghe che rallentano il motore, pontili sotto i quali si può passare, trampolini.
A ogni gara partecipano sempre quattro moto d'acqua, delle quali una o due possono essere controllate simultaneamente da giocatori, e le restanti sono controllate dal computer. Queste ultime ripercorrono in realtà sempre gli stessi movimenti predefiniti in ciascuna pista. Per essere qualificati al livello successivo si devono compiere un certo numero di giri entro un tempo limite. Dopo ogni gara si riceve un resoconto di tempi e punteggi per tutti i concorrenti ed è possibile guardare il replay completo.
Caricando programmi distinti da lati distinti delle cassette è possibile giocare al livello di difficoltà standard oppure esperto, ma le piste sono comunque le stesse. Di default si affrontano in successione 8 piste della serie "laghi", oppure con ulteriori caricamenti si possono selezionare 8 piste "coste" e 8 piste "moli".
Nella riedizione intitolata Championship Jet Ski Simulator sono disponibili solo le piste laghi e le piste moli, impostate rispettivamente a livello standard e difficile.
È presente un po' di primitiva sintesi vocale. Un sottofondo musicale è disponibile soltanto nelle schermate di titoli e menù.

## Accoglienza
La stampa europea dei suoi tempi giudicò Jet Bike Simulator in modo variabile, dallo scadente al discreto; ci fu anche un giudizio decisamente buono della rivista ACE 7 (voti 825‰ Amstrad CPC e 819‰ ZX Spectrum). Spesso veniva ritenuto simile o confrontato con i precedenti BMX Simulator o Grand Prix Simulator della Codemasters.
L'aumento di prezzo (più che doppio) della linea Code Masters Plus appariva spesso poco giustificato per quel che il gioco offriva; ad esempio la stessa rivista Zzap! (versione Commodore 64) fu probabilmente la più negativa nei confronti di Jet Bike Simulator (39%), ma un anno dopo giudicò molto meglio l'edizione Championship Jet Ski Simulator rientrata nella fascia più economica (69%).